# Euryophion ikuthanus
Euryophion ikuthanus är en stekelart som först beskrevs av Joseph Kriechbaumer 1901.  Euryophion ikuthanus ingår i släktet Euryophion och familjen brokparasitsteklar. Inga underarter finns listade i Catalogue of Life.